# Lago Frescau
Lago Frescau är en sjö i Spanien.   Den ligger i provinsen Província de Lleida och regionen Katalonien, i den nordöstra delen av landet, 500 km nordost om huvudstaden Madrid. Lago Frescau ligger 2 420 meter över havet. Trakten runt Lago Frescau består i huvudsak av gräsmarker.